# Присінок кісткового лабіринту
Присінок кісткового лабіринту (лат. vestibulum labyrinthi ossei), присінок внутрішнього вуха (vestibulum auris internae) — центральна частина кісткового лабіринту внутрішнього вуха, розташована медіальніше барабанної порожнини, дорсальніше завитки і вентральніше трьох півколових каналів.
Присінок являє собою порожнину неправильної форми з рельєфними внутрішніми стінками і отворами. Довжина його — до 6 мм, ширина (в передньо-задньому напрямку) — 4,4 мм, висота (між ампулярними отворами заднього і горизонтального півколових каналів) — 3,4 мм. Передня частина вужча і сполучається із завиткою, задня — з півколовими каналами. На боковій стінці, оберненій до барабанної порожнини, розташоване овальне вікно (вікно присінка), яке закриває ззовні основа стремінця. Неподалік, біля входу в завитку, розташоване кругле вікно (вікно завитки). На задній і латеральній стінці присінка є 5 невеликих отворів півколових каналів: три великі ведуть в ампулярні кінці каналів, 2 менших — у прості ніжки. Ампулярний отвір верхнього каналу розташований на верхньо-латеральній стінці, горизонтального каналу — на латеральній, заднього каналу — на задньому куті дна присінка, отвір спільної простої ніжки вертикальних каналів — на задній стінці, ближче до дна, отвір простої ніжки горизонтального каналу — біля отвору спільної ніжки злегка допереду. На передній стінці розташований завитковий закуток (recessus cochlearis) з отвором входу в канал завитки, на медіальній — маточковий чи еліптичний закуток (recessus utricularis, recessus ellipticus) з внутрішнім отвором водопроводу присінка (apertura interna aqueductus vestibuli) — одного з канальців скроневої кістки, у якому проходять ендолімфатична протока і маленька вена. Нижче і вентральніше маточкового закутка розташований кулястий чи мішечковий закуток (recessus sphericus, recessus saccularis), відокремлений від маточкового гребенем присінка (crista vestibuli), верхній зазублений край якого має назву піраміди присінка (pyramis vestibuli). Завитковий закуток призначений для маточки (еліптичного мішечка) перетинчастого лабіринту, кулястий — для мішечка (круглого мішечка) цього лабіринту.
Поверхня закутків покрита плоским епітелієм, за винятком розташованих медіальній стінці решітчастих плям (maculae cribrosae), вистелених циліндричним епітелієм. Виділяють такі решітчасті плями:
- Верхня решітчаста пляма (macula cribrosa superior) — через її отвори проходять волокна маточково-ампульного нерва (nervus utriculoampullaris);
- Середня решітчаста пляма (macula cribrosa media) — через її отвори проходять волокна мішечкового нерва (nervus saccularis);
- Нижня решітчаста пляма (macula cribrosa inferior) — через її отвори проходять волокна заднього ампульного нерва (nervus ampullaris posterior).

Щілина на дні завиткового закутка переходить у сходи присінка завитки, а кісткова пластинка, що відокремлює щілину спереду, є початком спіральної кісткової пластини завитки.